# Нижня Шоткуса
Нижня Шоткуса (рос. Нижняя Шоткуса) — присілок у Лодєйнопольському районі Ленінградської області Російської Федерації.
Населення становить 52 особи. Належить до муніципального утворення Доможировське сільське поселення.

## Історія
Згідно із законом від 20 вересня 2004 року № 63-оз належить до муніципального утворення Доможировське сільське поселення.

## Населення
| 1879 | 1885 | 1905 | 2007 | 2010 | 2014 |
| ---- | ---- | ---- | ---- | ---- | ---- |
| 187  | ↘78  | ↗248 | ↘62  | ↘42  | ↗52  |